# مانفرد کالتس
مانفرد کلاتس (به آلمانی: Manfred Kaltz) بازیکن فوتبال و مدافع اهل آلمان است که از سال ۱۹۷۵ میلادی عضو تیم ملی فوتبال آلمان بوده‌است. وی در ۶۹ بازی ملی حضور داشته است و آخرین بازی ملی خود را در سال ۱۹۸۳ میلادی انجام داد. مانفرد کلاتس در بازی‌های ملی‌اش ۸ گل به ثمر رساند.